# Close Enough
Close Enough ist eine US-amerikanische Animationsserie von J. G. Quintel. Sie wurde am 9. Juli 2020 beim Streamingdienst HBO Max in den Vereinigten Staaten veröffentlicht. In Deutschland lief die erste Staffel erstmals ab dem 8. Oktober 2020 auf TNT Comedy. Eine Episode besteht in der Regel aus zwei voneinander unabhängigen Teilfolgen und dauert zwischen 22 und 24 Minuten. Im Juli 2022 wurde die Serie nach drei Staffeln eingestellt.

## Handlung
Die Eheleute Josh und Emily leben in ihren Dreißigern mit der fünfjährigen Tochter Candice in einer mehrköpfigen Wohngemeinschaft in Los Angeles. Sie werden immer wieder mit den alltäglichen Herausforderung der Elternschaft und des Erwachsenseins konfrontiert und enden dabei ständig in ebenso schrägen wie surrealen Situationen, die sie zusammen mit ihren beiden geschiedenen Mitbewohnern Alex und Bridgette zu meistern versuchen.

## Produktion und Ausstrahlung
| Figur                     | Originalsprecher | Deutscher Sprecher |
| ------------------------- | ---------------- | ------------------ |
| Josh Singleton            | J. G. Quintel    | Konrad Bösherz     |
| Emily Ramirez             | Gabrielle Walsh  | Lydia Morgenstern  |
| Candice Singleton-Ramirez | Jessica DiCicco  | Jodie Blank        |
| Alex Dorpenberger         | Jason Mantzoukas | Nick Forsberg      |
| Bridgette Yoshida         | Kimiko Glenn     | Anna Gamburg       |

Die Idee für die Serie stammt vom Autor J. G. Quintel, der gleichzeitig auch ausführender Produzent war. Sie war eine Zusammenarbeit der beiden Produktionsfirmen Cartoon Network Studios und Studio T. Das Turner Broadcasting System kündigte die Produktion der Serie ursprünglich bereits 2017 an, verschob das Projekt aber immer wieder.
Die erste Staffel von Close Enough umfasste 15 Teilfolgen in 8 Episoden und wurde bereits 2017 vom Turner Broadcasting System bestellt. Sie erschien erstmals am 9. Juli 2020 in den Vereinigten Staaten auf HBO Max. Es folgte eine zweite Staffel mit 8 Doppelfolgen, die ihre Premiere am 25. Februar 2021 auf HBO Max feierte. Bereits kurz zuvor wurde eine dritte Staffel angekündigt, die am 7. April 2022 in den USA erschien. In Deutschland wurde die Serie im Adult-Swim-Block von Warner TV Comedy (ehemals TNT Comedy) ausgestrahlt und ist – wie auch in Österreich und der Schweiz – über Netflix abrufbar.
Mitte Juli 2022 gab HBO Max nach drei Staffeln die Einstellung der Serie bekannt.

## Episoden

### Staffel 1 (2020)
| Nr. (ges.) | Nr. (St.) | Deutscher Titel                               | Originaltitel                        | Erstveröffentlichung (USA) | Deutschsprachige Erstausstrahlung (D) |
| ---------- | --------- | --------------------------------------------- | ------------------------------------ | -------------------------- | ------------------------------------- |
| 1          | 1         | Das Decken-Debakel / Das perfekte Haus        | Quilty Pleasures / The Perfect House | 9. Juli 2020               | 8. Okt. 2020                          |
| 2          | 2         | Alte Leute / Elternbeirat                     | Logan’s Run’d / Room Parents         | 9. Juli 2020               | 15. Okt. 2020                         |
| 3          | 3         | Skate-Dad / Ein stressfreier Tag              | Skate Dad / 100 % No Stress Day      | 9. Juli 2020               | 22. Okt. 2020                         |
| 4          | 4         | Streiche-Krieg / Mutterneid                   | Prank War / Cool Moms                | 9. Juli 2020               | 29. Okt. 2020                         |
| 5          | 5         | Sand und Leckerei / Die Dude-Probe            | Robot Tutor / Golden Gamer           | 9. Juli 2020               | 5. Nov. 2020                          |
| 6          | 6         | Macht’s gut, Jungs! / Ohne Moos nix los       | So Long Boys / Clap Like This        | 9. Juli 2020               | 12. Nov. 2020                         |
| 7          | 7         | Das erste Date / Im Schneckentempo zum Erfolg | First Date / Snailin’ It             | 9. Juli 2020               | 19. Nov. 2020                         |
| 8          | 8         | Der Hundschwätzer                             | The Canine Guy                       | 9. Juli 2020               | 26. Nov. 2020                         |

### Staffel 2 (2021)
| Nr. (ges.) | Nr. (St.) | Deutscher Titel                                               | Originaltitel                                                       | Erstveröffentlichung (USA) | Deutschsprachige Erstausstrahlung (D) |
| ---------- | --------- | ------------------------------------------------------------- | ------------------------------------------------------------------- | -------------------------- | ------------------------------------- |
| 9          | 1         | Josh das Muskelpaket / Randy auf Abwegen                      | Josh Gets Shredded / Meet the Frackers                              | 25. Feb. 2021              | 13. Sep. 2021                         |
| 10         | 2         | Sauceface / Der Teufel trägt Hoodie                           | Sauceface / Houseguest From Hell                                    | 25. Feb. 2021              | 20. Sep. 2021                         |
| 11         | 3         | Die Rentner-Gang / In der Cyber-Matrix                        | Joint Break / Cyber Matrix                                          | 25. Feb. 2021              | 27. Sep. 2021                         |
| 12         | 4         | Die Geister-Couch / Heldentaten                               | Haunted Couch / Man Up                                              | 25. Feb. 2021              | 4. Okt. 2021                          |
| 13         | 5         | Verborgene Talente / Kindergeburtstag für Alt und Jung        | Handy / Birthdaze                                                   | 25. Feb. 2021              | 11. Okt. 2021                         |
| 14         | 6         | Zeit-Fusel / Der beste Lehrer der Welt                        | Time Hooch / World’s Greatest Teacher                               | 25. Feb. 2021              | 18. Okt. 2021                         |
| 15         | 7         | Wo ist Bridgette? / Das erotische Erwachen der A. P. LaPearle | Where’d You Go, Bridgette? / The Erotic Awakening of A. P. LaPearle | 25. Feb. 2021              | 25. Okt. 2021                         |
| 16         | 8         | Der Glanz des Ruhms / Das geheime Pferd                       | Men Rock! / Secret Horse                                            | 25. Feb. 2021              | 31. Okt. 2021                         |

### Staffel 3 (2022)
| Nr. (ges.) | Nr. (St.) | Deutscher Titel                                       | Originaltitel                                | Erstveröffentlichung (USA) | Deutschsprachige Erstausstrahlung (D) |
| ---------- | --------- | ----------------------------------------------------- | -------------------------------------------- | -------------------------- | ------------------------------------- |
| 17         | 1         | Wo die Büffel grasen / Sandburgen-Wettbewerb          | Where the Buffalo Roam / Venice Vengeance    | 7. Apr. 2022               | 29. Juni 2022                         |
| 18         | 2         | Höllenklinik / Candice startet eine Revolution        | Hellspital / Candice Candice Revolution      | 7. Apr. 2022               | 6. Juli 2022                          |
| 19         | 3         | Randy, der Kletterprofi / Aushilfsjob                 | Randy Free Solos / Summer Job                | 7. Apr. 2022               | 13. Juli 2022                         |
| 20         | 4         | Bridgette, das Superhirn / Triff niemals deine Helden | Bridgette the Brain / Never Meet Your Heroes | 7. Apr. 2022               | 20. Juli 2022                         |
| 21         | 5         | RoboKumpel / Der Fluch des Amuletts                   | Robots with Benefits / The Weird Kid         | 7. Apr. 2022               | 27. Juli 2022                         |
| 22         | 6         | Die Legende des Piers / Hotbike                       | Legend of the Pier / Bike & Survive          | 7. Apr. 2022               | 3. Aug. 2022                          |
| 23         | 7         | Halloween Enough                                      | Halloween Enough                             | 7. Apr. 2022               | 10. Aug. 2022                         |
| 24         | 8         | Neue Freunde / Liebe auf den ersten Freak             | The Perfect Couple / Match Made in Valhalla  | 7. Apr. 2022               | 17. Aug. 2022                         |